# Ons leven met 19 kinderen

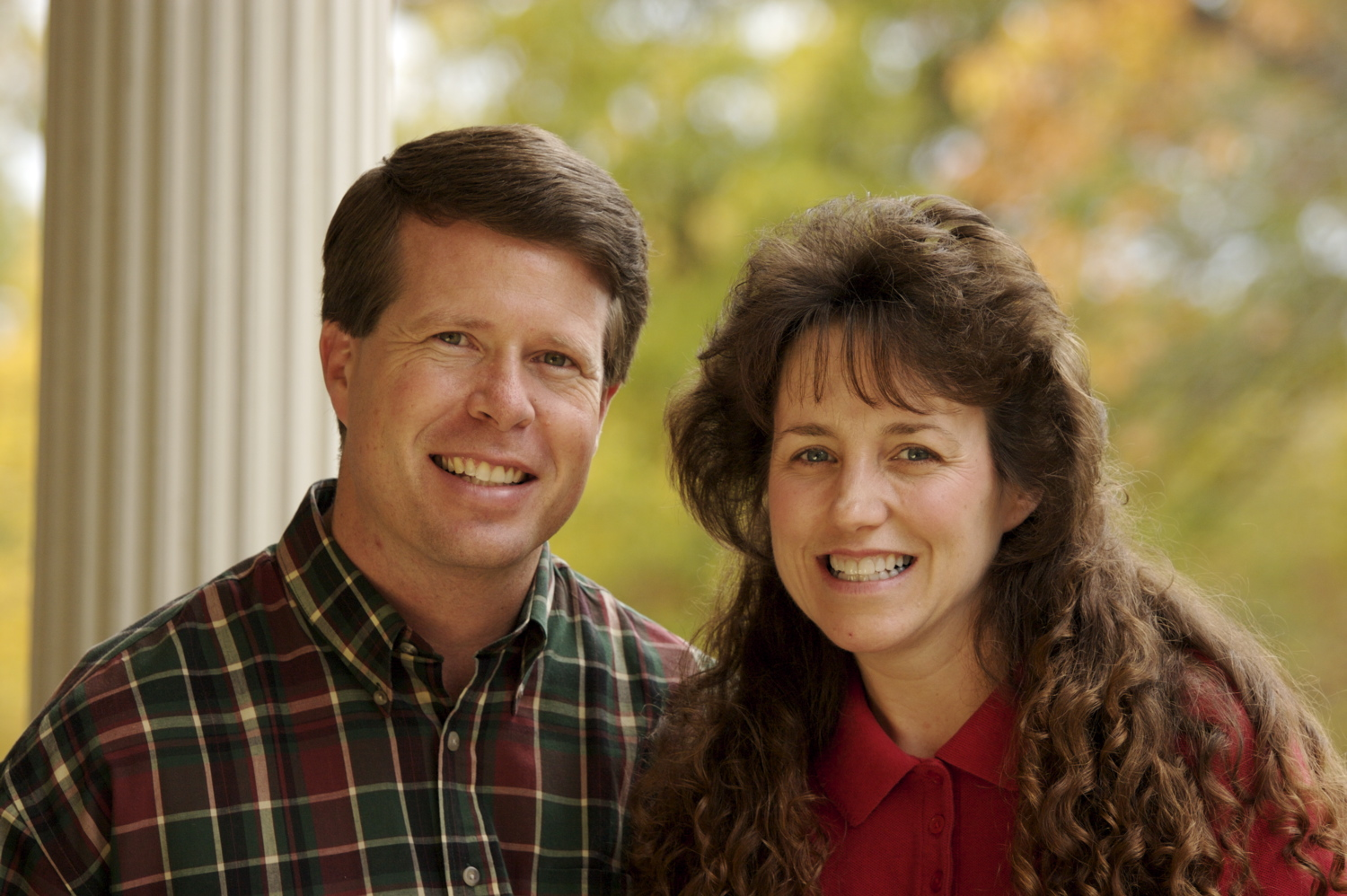
Jim Bob en Michelle Duggar

Ons leven met 19 kinderen (voorheen bekend als Ons leven met 17 kinderen en Ons leven met 18 kinderen) is een Amerikaans televisieprogramma uitgezonden door TLC en in Nederland door Net5 en TLC. In 2015 worden er herhalingen van de serie uitgezonden op SBS9. In de serie is het leven van Jim Bob Duggar, Michelle Duggar en hun 19 kinderen (9 meisjes en 10 jongens) te zien. Sinds de serie is begonnen zijn 13 kinderen  getrouwd. Sinds mei 2015 is de serie niet meer te zien op tv vanwege aanklachten van seksueel misbruik (betasting), verricht door de oudste zoon Joshua Duggar. Sinds 2016 is er een vervolg op de serie: Jill and Jessa counting on, over het leven van Jill (de tweede Duggar dochter) en Jessa (de derde Duggar dochter) en hun jonge ,nog groeiende gezin nadat ze erachter kwamen dat bij hun oudere broer beelden van kindermisbruik ontdekt waren en de serie daardoor niet meer uitgezonden wordt. 
Deze broer heeft ook een aantal van zijn zusjes misbruikt. 
De andere Duggars komen ook in de serie voor.